# アシアトriot
『アシアトriot』（アシアトライオット）は、福山沙織の初のフルアルバム。2016年9月6日に発売された。

## 制作
本アルバムはクラウドファンディング『福山沙織 "アストロホールワンマン記念アルバム" 作成プロジェクト』で制作された。
目標金額800,000円、募集期間2016/5/11～2016/6/30でスタートし、開始5日で目標金額を達成し、最終支援総額は2,153,500円（パトロン数162人）となった。。
目標金額を上回る支援を受けたことにより、アルバム収録曲数は10曲から12曲となり、またMVが2016年9月3日に新宿アルタビジョンにて公開された。

## 収録曲
※全ての楽曲の作詞・作曲は福山沙織本人による。（『Bitter's Cry』のみ作詞・槍城宗一&橘圭 福山沙織）
| #   | タイトル                             | 作詞 | 作曲・編曲 | 発表年 |
| --- | ------------------------------------ | ---- | ---------- | ------ |
| 1.  | 「No Live(s) No Life」               |      |            | 2016   |
| 2.  | 「Canvas」                           |      |            | 2012   |
| 3.  | 「Wing Hope」                        |      |            | 2014   |
| 4.  | 「Good-bye MR.WEAK」                 |      |            | 2013   |
| 5.  | 「私は笑う」                         |      |            | 2014   |
| 6.  | 「Bitter's Cry」                     |      |            | 2016   |
| 7.  | 「ごめんね、プリン」                 |      |            | 2013   |
| 8.  | 「Tokyo Sky tree」                   |      |            | 2011   |
| 9.  | 「リンゴ」                           |      |            | 2004   |
| 10. | 「A HAPPY SONG」                     |      |            | 2004   |
| 11. | 「ハツコイ」                         |      |            | 2002   |
| 12. | 「どこかで世界が変わるかもしれない」 |      |            | 2016   |

## 参加ミュージシャン

### No Live(s) No Life
- 編曲 - 櫻井陸来
- ギター - 竹内厚志
- ピアノ - 西村奈央
- ベース - 櫻井陸来
- コーラス - 佐々木淳平,萱沼千穂,涼森ゆき,よしだひろし

### Canvas
- ギター - 竹内厚志
- ピアノ - 西村奈央
- ベース  - 櫻井陸来
- コーラス - 中ノ森文子

### Wing Hope
- 編曲 - 都賀ヨウ
- ギター - 都賀ヨウ
- ピアノ - 佐藤ライア

### Good-bye MR.WEAK
- 編曲 - 芝山武憲
- ギター - 芝山武憲
- ピアノ - 吉澤ゆーじ
- ベース  - 安藤介人
- ブラスアレンジ - 富沢泰
- プログラミングサポート - 七誌（Studio KPP）

### 私は笑う
- 編曲 - 英佑紀

### Bitter's Cry
- 編曲 - ミヤジマジュン

### ごめんね、プリン
- 編曲 - 宮本旭
- ベース - 宮本旭

### Tokyo Sky tree
- 編曲 - 佐藤ライア
- ギター - 都賀ヨウ
- ピアノ - 佐藤ライア

### リンゴ
- 編曲 - Dissectera
- ギター - 西尾司
- ベース - 平松圭太
- シンセサイザー,プログラミング - 川羽田敍新
- コーラス - 中ノ森文子

### A HAPPY SONG
- 編曲 - 上田真路
- ギター - 上田真路
- オルガン,パーカッション - 嶋崎洋司
- ベース ‐ 遠藤優樹
- ピアノ - 髙嶋ユータ

### ハツコイ
- 編曲 - 柴崎洋輔
- コーラス - 中ノ森文子

### どこかで世界が変わるかもしれない
- 編曲 - ハヤブサ